# Gregorio Martínez Sierra
Gregorio Martínez Sierra, né le 6 mars 1881 à Madrid en Espagne et mort le 1er octobre 1947 est un dramaturge, metteur en scène et éditeur espagnol.

## Biographie
Il est connu pour avoir revigoré le théâtre espagnol du début du XXe siècle en portant une attention particulière à la mise en scène ; nouveauté à cette époque. Son épouse, María de la O Lejárraga, également écrivaine collabore à l'ensemble de son œuvre. 
Le couple développe le théâtre Eslava de Madrid, en encourageant les jeunes artistes tels que Federico García Lorca qui y représente sa première pièce, Le Maléfice du papillon (1920).

## Filmographie
- 1933 : Le Chant du berceau (Cradle Song), d'après sa pièce du même nom